# Harpalus attenuatus
Harpalus attenuatus es una especie de escarabajo del género Harpalus, familia Carabidae. Fue descrita científicamente por Stephens en 1828.
Habita en Gran Bretaña, Francia, Bélgica, Países Bajos, Alemania, Suiza, Hungría, Ucrania, Portugal, España, Italia, Croacia, Bosnia y Herzegovina, Yugoslavia, Macedonia del norte, Albania, Grecia, Bulgaria, Marruecos, Argelia, Túnez, Egipto, Israel, Palestina, Líbano, Siria, Turquía, Chipre, Irán, Madeira, Georgia, Armenia, Azerbaiyán, Turkmenistán y Rusia.